# Correctio
Eine Correctio (lateinisch „Berichtigung“, von lat. corrigere – „gerade richten, berichtigen“) ist ein rhetorisches Stilmittel, bei dem sich der Sprechende selbst berichtigt. Meistens ersetzt er einen schwächeren Ausdruck durch einen aussagekräftigeren.

## Beispiele
„Wir müssen unsere Stimme darum eindringlich – nicht eindringlich, sondern beschwörend erheben.“
„Er trinkt …, was sage ich: Er säuft!“
„Er war von schöner, von außergewöhnlich schöner Gestalt.“
„Weg hier, bloß schnell weg hier!“